# Pablo Simonet
Pablo Simonet (Vicente López, 4 de maio de 1992) é um handebolista argentino. Integrou a seleção argentina que ficou em décimo lugar nos Jogos Olímpicos de Verão de 2016 no Rio de Janeiro. Atua como armador esquerdo e joga pelo clube Benidorm. Foi medalha de prata nos Jogos Pan-Americanos de 2015 em Toronto, no Canadá, além de bronze no Campeonato Pan-Americano de Handebol Masculino de 2016.